# کلودین (فیلم)
کلودین (به انگلیسی: Claudine) فیلمی ۹۲ دقیقه‌ای به کارگردانی جان بری با بازی داین کارول محصول ایالات متحده آمریکا است.